# Сугилит
Сугили́т — минерал класса силикатов. Назван в честь К. Суги, японского петролога, впервые обнаружившего минерал на острове Иваги в 1944 году. Синонимы — лавулит, весселит.

## Свойства
Твёрдость по шкале Мооса — 6-6,5. Удельный вес — 2,7. Цвет коричневато-жёлтый, при выветривании зеленоватый. Часто имеет оттенки от розового до пурпурного. Цвет черты белый, блеск стеклянный.

## Месторождения
Встречается в Японии, ЮАР, Канаде, Таджикистане, Италии, Австралии. Первоначальное местонахождение — в массиве эгириновых сиенитов на острове Иваги. Встречается в форме кристаллов и зёрен.

## Практическое значение
Используется как поделочный камень. Сугилиты, добываемые в ЮАР, обладают насыщенным пурпурным цветом. Богатство оттенков делает сугилит популярным среди ценителей драгоценных камней; его часто полируют в виде кабошонов, делают из него бусы, подвески и ожерелья.